# USS Patterson (DD-392)
USS Patterson (DD-392) là một tàu khu trục lớp Bagley được Hải quân Hoa Kỳ chế tạo vào giữa những năm 1930. Nó là chiếc tàu chiến thứ hai của Hải quân Hoa Kỳ được đặt tên theo Daniel Todd Patterson (1786-1839), một sĩ quan hải quân từng tham gia cuộc Chiến tranh Barbary thứ nhất và Chiến tranh 1812. Patterson đã phục vụ trong suốt Chiến tranh Thế giới thứ hai tại Mặt trận Thái Bình Dương cho đến khi được cho ngừng hoạt động năm 1945 và bị bán để tháo dỡ năm 1947.

## Thiết kế và chế tạo
Patterson được đặt lườn tại Xưởng hải quân Puget Sound ở Bremerton, Washington vào ngày 23 tháng 7 năm 1935. Nó được hạ thủy vào ngày 6 tháng 5 năm 1937; được đỡ đầu bởi cô Elizabeth P. Patterson; và được đưa ra hoạt động vào ngày 22 tháng 9 năm 1937 dưới quyền chỉ huy của Hạm trưởng, Trung tá Hải quân Francis T. Spellman.

## Lịch sử hoạt động

### Trước chiến tranh
Patterson rời Xưởng hải quân Puget Sound vào ngày 26 tháng 11 năm 1937, ghé qua San Francisco, California trên đường đi Trân Châu Cảng, đến nơi vào ngày 7 tháng 12. Nó quay trở lại Puget Sound vào ngày 22 tháng 12, tiến hành huấn luyện dọc bờ biển cho đến ngày 31 tháng 3 năm 1938, rồi lên đường đi quần đảo Hawaii. Nó từ Hawaii quay trở về San Pedro, California vào ngày 28 tháng 4 để hoạt động dọc theo vùng bờ Tây. Các cuộc cơ động phối hợp hạm đội đã một lần đưa nó băng qua kênh đào Panama để đi đến vùng biển Caribe. Vào ngày 3 tháng 6 năm 1940, chiếc tàu khu trục lên đường tuần tra tại khu vực Tiền phương Biển Hawaii từ Trân Châu Cảng đến đảo Midway và Palmyra. Nhiệm vụ này tiếp tục trong 18 tháng tiếp theo, ngoại trừ những giai đoạn ở lại vùng bờ Tây để đại tu và huấn luyện.

### Thế Chiến II

#### Trân Châu Cảng
Patterson đang neo đậu tại Trân Châu Cảng khi máy bay từ tàu sân bay Nhật Bản bất ngờ tấn công căn cứ này vào ngày 7 tháng 12 năm 1941. Thủy thủ của nó đã vội vã bước vào trực chiến, nổ súng bắn rơi một máy bay đối phương. Trong vòng một giờ, chiếc tàu khu trục đã lên đường truy lùng tàu ngầm đối phương ở lối ra vào cảng. Sau đó nó tuần tra tại vùng biển Hawaii trong thành phần hộ tống cho tàu sân bay Saratoga mà không tìm thấy dấu vết đối phương. Trên đường quay trở về cảng sau chuyến tuần tra, nó cứu vớt 19 người sống sót từ chiếc tàu buôn Marimi đã bị trôi nổi trong nhiều ngày sau khi trúng ngư lôi từ một tàu ngầm Nhật.

#### 1942
Trong những tuần lễ tiếp theo sau, các hoạt động của Patterson bao gồm vận chuyển nhân sự tăng viện cho lực lượng đồn trú trên đảo Canton thuộc nhóm đảo Phoenix cũng như được sửa chữa vội vã tại Trân Châu Cảng. Nó khởi hành vào ngày 5 tháng 2 năm 1942 trong thành phần hộ tống cho tàu tuần dương hạng nặng Pensacola để gặp gỡ đội đặc nhiệm tàu sân bay Lexington tại khu vực Tây Nam Thái Bình Dương. Nó đã cứu vớt một phi công của Lexington bị bắn rơi, khi một cuộc không kích được tung ra nhắm vào cứ điểm phòng thủ của quân Nhật tại Rabaul, New Britain vào ngày 20 tháng 2. Các tàu sân bay cũng đánh phá các căn cứ của quân Nhật tại Lae và Salamaua, New Guinea vào ngày 10 tháng 3, rồi tiếp tục đi đến Trân Châu Cảng.
Patterson khởi hành từ Trân Châu Cảng vào ngày 7 tháng 4 để đại tu tại Xưởng hải quân Mare Island. Nó quay trở lại Trân Châu Cảng vào ngày 17 tháng 5, rồi lại khởi hành năm ngày sau đó, đi đến Nouméa, New Caledonia để gia nhập Lực lượng Đặc nhiệm Viễn chinh dưới quyền Chuẩn đô đốc Richmond K. Turner, được tập trung tại Australia để chuẩn bị cho việc chiếm đóng quần đảo Solomon. Vào ngày 22 tháng 6, nó khởi hành từ Brisbane cho đợt tập trung sau cùng và thao dượt đổ bộ tại quần đảo Fiji, rồi lên đường trong thành phần hộ tống cho các tàu vận chuyển đưa binh lính Thủy quân Lục chiến đi đến quần đảo Solomon.
Chiếc tàu khu trục đã giúp bảo vệ các tàu vận chuyển vào ngày 7 tháng 8 khi chúng cho đổ bộ Thủy quân Lục chiến lên Guadalcanal, và sau đó đã nổ súng đẩy lui cuộc tấn công của hơn hai mươi máy bay ném bom đối phương; nhiều chiếc đã bị bắn cháy. Máy bay ném bom-ngư lôi đã tấn công và đánh trúng tàu khu trục USS Mugford (DD-389). Đến ngày 8 tháng 8, xạ thủ trên Patterson đã bắn rơi bốn máy bay ném bom-ngư lôi đối phương trong khi bảo vệ các tàu vận chuyển, nhưng tàu khu trục USS Jarvis (DD-393) đã bị hư hại và tàu vận chuyển USS George F. Elliott (AP-13) bị mất.
Trong khi Patterson đánh trả các cuộc không kích, bảy tàu tuần dương và một tàu khu trục đối phương đi dọc xuống "cái khe", vùng biển hình thành bởi chuỗi quần đảo Solomon và kéo dài về phía Nam từ căn cứ của quân Nhật tại Rabaul. Đến nữa đêm ngày 8 tháng 8, lực lượng đặc nhiệm Nhật Bản chỉ còn cách đảo Savo 35 dặm và không bị phát hiện kể từ sáng sớm.

#### Trận chiến đảo Savo

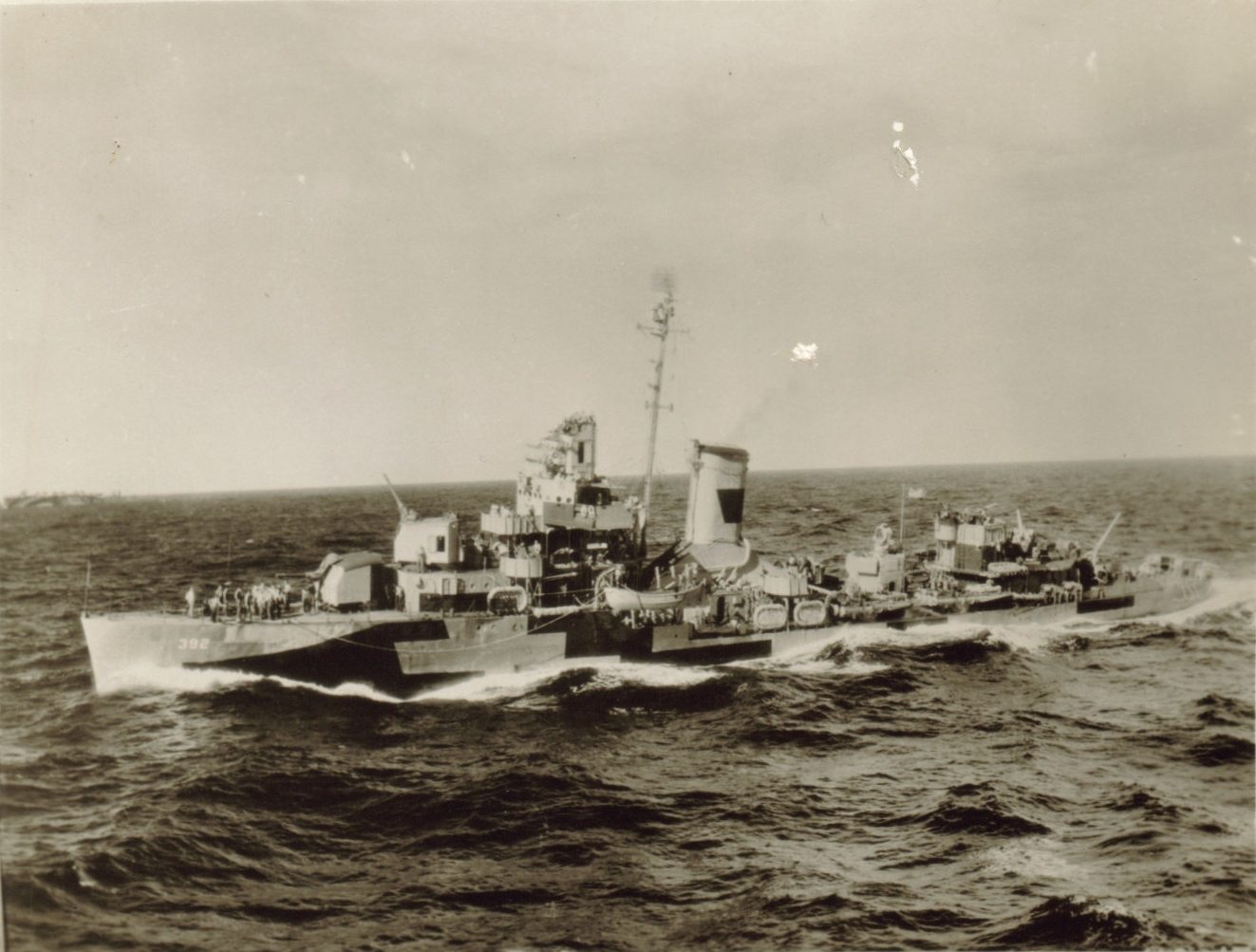
Patterson ngoài biển

Patterson có mặt về phía Nam đảo Savo và đảo Florida, cùng với một lực lượng hỗn hợp Hoa Kỳ-Australia bao gồm ba tàu tuần dương hạng nặng và hai tàu khu trục. Về phía Bắc họ có các tàu tuần dương hạng nặng USS Astoria, USS Vincennes, USS Quincy và hai tàu khu trục. Các cơn mưa rào che khuất vùng biển giữa nhóm phía Bắc và nhóm phía Nam. Lực lượng đặc nhiệm Nhật Bản lướt qua hai tàu khu trục làm nhiệm vụ canh phòng, tiến vào eo biển Savo và đụng độ trực tiếp với Patterson làm nhiệm vụ tuần tra trong đội phía Nam vốn còn bao gồm HMAS Canberra, HMAS Australia, USS Chicago và tàu khu trục Bagley. Lúc 01 giờ 43 phút ngày 9 tháng 8, Patterson đánh bức điện báo động "Cảnh báo! Cảnh báo! Các tàu lạ xâm nhập cảng"; nhưng các tàu tuần dương Nhật đã phóng ngư lôi và nổ súng, đánh hỏng Canberra.
Patterson lặp lại cảnh báo bằng tín hiệu đèn và bắt đầu nổ súng. Nó bị một loạt đạn pháo 5 inch bắn trả từ đối phương làm phá hủy khẩu pháo số 4, làm thiệt mạng mười người và làm bị thương tám người khác, làm hư hỏng sàn tàu và khẩu pháo số 3. Tuy nhiên, các pháo thủ của nó vẫn tiếp tục nổ súng cho đến khi đối phương phóng ngư lôi rồi tách đội hình thành hai mũi gọng kìm nhắm vào nhóm phía Bắc. Các tàu tuần dương Vincennes, Astoria và Quincy của Đồng Minh bị mất; lực lượng Nhật Bản giờ đây đi lên hướng Tây Bắc để rút lui về Rabaul, New Britain, bắt gặp tàu khu trục Ralph Talbot trên đường đi. Ralph Talbot chống trả lại cuộc tấn công cho đến khi nó được che chở do lẫn khuất trong một cơn mưa giông. Phía Nhật Bản chỉ bị hư hại nhẹ cho bốn tàu chiến trong Trận chiến đảo Savo, vốn đã khiến phe Đồng Minh mất bốn tàu tuần dương hạng nặng, cũng như gây hư hại nặng cho tàu tuần dương Chicago và tàu tàu khu trục Ralph Talbot.
Patterson đã trợ giúp cho HMAS Australia và HMAS Canberra, và tham gia vào công việc cứu giúp trước khi nó khởi hành đi Nouméa, New Caledonia, đến nơi vào ngày 14 tháng 8. Nó lập tức ra khơi cùng với đội đặc nhiệm tàu sân bay Saratoga để giúp vào bảo vệ các lối tiếp cận Guadalcanal, cho đến khi một tàu ngầm Nhật gây hư hại cho Saratoga, buộc nó phải quay về Trân Châu Cảng để sửa chữa. Patterson cũng đã hộ tống HMAS Australia đi Brisbane, đến nơi vào ngày 3 tháng 9. Nó làm nhiệm vụ tuần tra và hộ tống vận tải ngoài khơi Great Barrier Reef cùng với một lực lượng tuần dương-khu trục hỗn hợp Hoa Kỳ-Australia.

#### 1943
Patterson đã trợ giúp vào việc cứu vớt 19 người sống sót từ chiếc SS Fingal bị trúng ngư lôi vào ngày 5 tháng 5 năm 1943, rồi hộ tống cho chiếc tàu buôn SS Pennant đi Nouméa, New Caledonia. Nó đến nơi vào ngày 13 tháng 5, tuần tra tại những lối tiếp cận đến Guadalcanal để bảo vệ cho các tàu sân bay Saratoga và HMS Victorious. Nhiệm vụ này được tiếp nối bởi vô số những chuyến hộ tống vận tải và tuần tra trải dài từ Guadalcanal đến các cảng Australia, và đến các đảo căn cứ vùng Nam Thái Bình Dương ở quần đảo New Hebride và Nouméa, New Caledonia. Vào sáng ngày 25 tháng 7, nó gia nhập cùng bốn tàu khu trục khác trong việc bắn phá đồn điền Lambeti, gần sân bay Munda trên đảo New Georgia.
Chiều tối ngày 25 tháng 8, Patterson đang trợ giúp vào việc hộ tống một đoàn tàu vận tải đi từ quần đảo New Hebride về phía Nam Solomon, khi nó phát hiện tín hiệu trên màn hình radar, đưa nó vào cuộc đụng độ với một tàu ngầm Nhật Bản đang lặn. Sonar của nó phát hiên tàu đối phương dưới nước, và chiếc tàu khu trục đã tấn công bằng mìn sâu, có thể đã đánh chìm đối thủ. Nó sau đó hộ tống các đoàn tàu vận tải chuyển quân từ Nouméa, New Caledonia đến New Hebride, tuần tra ngoài khơi Guadalcanal tại vịnh Purvis, Florida, Solomon. Trong đêm 24 tháng 9, nó giúp hộ tống một đoàn tàu đổ bộ đến đảo Vella Lavella, rồi lên đường để hộ tống các tàu vận chuyển cao tốc đi đến đảo Rendova. Nó quay trở lại Vella Lavella không lâu sau đó mở hết tốc độ sau khi nhận được tin tức các tàu đổ bộ đang chất dỡ hàng tại đây chịu đựng không kích của đối phương. Cuộc tấn công đã kết thúc khi nó quay trở lại hiện trường, nhưng nó cũng đã thả các xuồng máy đưa các đội y tế và cứu hộ giúp đỡ những người bị thương.
Trong đêm 29-30 tháng 9, Patterson đi dọc lên "Cái Khe" để tiêu diệt các xà lan tiếp liệu đối phương. Tàu khu trục McCalla, sau khi đụng độ đối phương qua một tín hiệu bắt được trên radar, đang tìm cách gia nhập trở lại đội hình đơn vị khu trục, nhưng gặp trục trặc kẹt bánh lái nên đã va chạm vào mũi của Patterson bên mạn trái. Ba người của Patterson đã thiệt mạng và mười người khác bị thương do cú sốc va chạm, vốn đã làm hỏng nặng mũi của Patterson. Khi nó đang rút lui chậm chạp về căn cứ, phần mũi của nó bị rời ra ngay trước tháp pháo Số 1. Cả hai con tàu đã đi đến vịnh Purvis để được sửa chữa khẩn cấp, rồi sau đó đi đến Espiritu Santo, New Hebride, nơi Patterson được lắp một mũi tàu giả. Đến ngày 6 tháng 12, nó lên đường quay trở về Hoa Kỳ, đi ngang qua Samoa và Hawaii, và về đến Xưởng hải quân Mare Island vào ngày 22 tháng 12.

#### 1944
Patterson khởi hành từ vịnh San Francisco vào ngày 8 tháng 3 năm 1944 cùng một đoàn tàu vận tải, và đi đến Trân Châu Cảng vào ngày 15 tháng 3. Nó tiến hành huấn luyện cùng các tàu sân bay nhanh tại vùng biển Hawaii, rồi tiếp nối bởi các cuộc tổng dượt ngoài khơi các cảng thuộc quần đảo Marshall nhằm chuẩn bị cho Chiến dịch Mariana. Vào ngày 6 tháng 6, nó rời đảo san hô Majuro để đi Saipan cùng với đội đặc nhiệm tàu sân bay Bunker Hill. Nó tham gia cuộc bắn phá chuẩn bị xuống Saipan, rồi bảo vệ cho các tàu vận chuyển binh lính trong đợt đổ bộ ban đầu nhằm chiếm Saipan vào ngày 15 tháng 6. Sau khi nhận được tin tức về một lực lượng tàu sân bay hùng hậu của Nhật Bản đang đến gần, nó hoạt động như một đơn vị bảo vệ phòng không chung quanh Lực lượng Đặc nhiệm Tàu sân bay nhanh, mà phi công của họ đã bắn rơi hàng trăm máy bay Hải quân Nhật cất cánh từ tàu sân bay trước khi chúng đến được hạm đội Hoa Kỳ; trong một loạt các hoạt động vốn còn được đặt tên lóng là "Cuộc săn vịt trời Mariana vĩ đại" bởi các phi công Hoa Kỳ.
Một số ít máy bay đối phương tìm cách vượt qua được hàng rào tuần tra chiến đấu trên không của các máy bay Hoa Kỳ phải chịu đựng dàn hỏa lực phòng không của Patterson và các tàu hộ tống khác. Chiếc tàu khu trục đã giúp bảo vệ các tàu sân bay Hoa Kỳ tấn công trong ngày 21 tháng 6, khi họ đuổi theo hạm đội Nhật Bản đang rút lui sau khi bị thất bại hiển nhiên trong Trận chiến biển Philippine, rồi quay trở lại bảo vệ cho các lối tiếp cận Saipan. Nó bắn pháo sáng hỗ trợ ban đêm cho lực lượng trên bộ tiến quân tại Saipan, rồi bắn phá các vị trí đối phương tại đảo Tinian lân cận.
Nhiệm vụ bắn pháo hỗ trợ và tuần tra chống tàu ngầm được tiếp nối ngoài khơi Saipan và Tinian cho đến ngày 9 tháng 8, sau đó ghé qua Apra Harbor, Guam một chặng ngắn trên đường đi đến đảo san hô Eniwetok thuộc quần đảo Marshall. Tại đây nó gia nhập thành phần hộ tống cho lực lượng tàu sân bay nhanh tiến hành không kích các căn cứ đối phương tại Iwo Jima và phía Tây quần đảo Caroline. Nó tham gia bắn phá xuống đảo Yap vào ngày 8 tháng 9, rồi từ đây tiếp tục đi đến quần đảo Palau bảo vệ cho các tàu sân bay nhanh hỗ trợ trực tiếp việc đổ bộ lên đây cho đến ngày 9 tháng 10.
Sau khi được tiếp liệu tại Manus thuộc quần đảo Admiralty, Patterson di chuyển với tốc độ nhanh cùng các tàu sân bay để tấn công vị trí phòng thủ của quân Nhật tại Okinawa và suốt dọc dãy quần đảo Kerama Retto. Từ đây, các tàu sân bay tiến đến Philippines tấn công các căn cứ không quân đối phương ở phía Bắc Luzon, rồi đi đến khu vực bờ biển Đài Loan cho các cuộc không kích tại đây vào ngày 12 tháng 10. Chiều tối hôm đó và trong suốt ngày hôm sau, chiếc tàu khu trục giúp đánh trả và tiêu diệt máy bay đối phương đến tấn công các con tàu thuộc lực lượng đặc nhiệm.
Từ Đài Loan, các tàu sân bay quay trở lại Luzon, nơi Patterson giúp đẩy lui một đợt tấn công của máy bay ném bom bổ nhào đối phương, vốn có một quả bom ném suýt trúng tàu sân bay Franklin. Vào ngày 20 tháng 10, lực lượng đặc nhiệm trực tiếp hỗ trợ cho cuộc đổ bộ lên Leyte để giải phóng quần đảo Philippine. Khi hạm đội Nhật Bản tiếp cận Philippines với ba gọng kìm tấn công vào các ngày 24-25 tháng 10, các tàu sân bay đã không kích vào các tàu chiến thuộc Lực lượng Trung tâm, rồi đi lên phía Bắc tấn công các tàu sân bay Nhật Bản, vốn chỉ làm nhiệm vụ mồi nhữ, trong Trận chiến ngoài khơi mũi Engaño vào ngày 25 tháng 10. Nó tham gia vào việc săn đuổi các đơn vị hạm đội đối phương đang rút lui sau trận Hải chiến vịnh Leyte, rồi giúp đánh trả các đợt không kích cảm tử của máy bay Kamikaze đối phương trong ngày 30 tháng 10, giúp cứu vớt những người bị rơi xuống nước từ các tàu sân bay Franklin và Belleau Wood bị đánh trúng, rồi hộ tống các tàu sân bay bị hư hại rút lui an toàn về Ulithi thuộc quần đảo Caroline, đến nơi vào ngày 3 tháng 11.
Patterson đã giúp bảo vệ các tàu sân bay tấn công khi chúng hỗ trợ trên không cho các đoàn tàu vận tải đi đến Philippine cho đến ngày 9 tháng 12; sau đó nó di chuyển một mình đến Kossol Roads thuộc quần đảo Palaus. Tại đây, nó gia nhập lực lượng bảo vệ của một đội tàu sân bay hộ tống bắn phá, và lên đường vào ngày 10 tháng 12 để bắn phá và hỗ trợ trên không cho cuộc đổ bộ ban đầu lên đảo Mindoro. Trong bảy ngày, chiếc tàu khu trục đã ở lại ngoài khơi biển Sulu, liên tục đánh trả các cuộc tấn công cảm tử của máy bay đối phương tìm cách tiếp cận đội hình đội tàu sân bay của nó. Con tàu có một đợt nghỉ ngơi ngắn tại Palau trước khi lại lên đường cùng các tàu sân bay hộ tống, lần này là để hỗ trợ cho cuộc đổ bộ lên vịnh Lingayen thuộc Luzon, Philippines.

#### 1945
Patterson đã giúp cứu vớt những người sống sót từ chiếc tàu sân bay hộ tống Ommaney Bay bị hư hại do bị kamikaze đánh trúng vào ngày 4 tháng 1 năm 1945, và của tàu khu trục Stafford và tàu sân bay hộ tống Manila Bay một ngày sau đó. Nó bắn rơi một máy bay tấn công cảm tử đang tìm cách bổ nhào xuống chiếc Salamaua vào ngày 13 tháng 1, và tiếp tục bảo vệ cho các tàu sân bay trong suốt hoạt động đổ bộ lên vịnh Lingayen cho đến ngày 17 tháng 1. Nó sau đó đi đến Ulithi thuộc quần đảo Caroline để chuẩn bị cho hoạt động đổ bộ tiếp theo lên Iwo Jima.
Patterson khởi hành từ Ulithi vào ngày 10 tháng 2 cho cuộc tổng dượt chiến trận sau cùng và tập trung tại quần đảo Mariana, rồi nằm trong thành phần bảo vệ cho các tàu sân bay hộ tống hỗ trợ cho cuộc đổ bộ lên Iwo Jima vào ngày 19 tháng 2. Nó đã cứu vớt 106 người sống sót từ chiếc tàu sân bay hộ tống Bismarck Sea, vốn bị máy bay ném ngư lôi đối phương đánh chìm ngoài khơi Iwo Jima vào ngày 21 tháng 2. Chiếc tàu khu trục tiếp tục ở lại ngoài khơi Iwo Jima cùng các tàu sân bay hộ tống cho đến ngày 10 tháng 3, rồi lên đường đi Ulithi để chuẩn bị cho chiến dịch tấn công và chiếm đóng Okinawa, bước cuối cùng trên đường đi đến chính quốc Nhật Bản.
Patterson khởi hành từ Ulithi vào sáng ngày 21 tháng 3 trong thành phần bảo vệ cho bảy tàu sân bay hộ tống, có nhiệm vụ trực tiếp hỗ trợ hoạt động đổ bộ lên Okinawa vào ngày 1 tháng 4. Nó bắn rơi một máy bay tấn công tự sát đối phương tìm cách đâm vào tàu sân bay hộ tống Lunga Point vào ngày 2 tháng 4, và tiếp tục bảo vệ cho các tàu sân bay khi chúng bắn phá các điểm tập trung quân và căn cứ đối phương trên bờ cho đến ngày 29 tháng 4. Khi thiết bị sonar của nó bị hỏng vào ngày 29 tháng 4, nó lên đường quay trở về Apra Harbor, Guam để sửa chữa; rồi khởi hành từ đây vào ngày 4 tháng 6 hộ tống cho thiết giáp hạm New Mexico đi đến tận Leyte thuộc Philippine. Tại đây nó tham gia một đoàn tàu chuyển binh lính và tiếp liệu hướng đến Kerama Retto; và đến ngày 12 tháng 6, nó gia nhập trở lại cùng các tàu sân bay hộ tống trực tiếp hỗ trợ hoạt động trên bờ trong cuộc chiến cam go nhằm kiểm soát Okinawa.
Patterson quay trở lại Leyte để sửa chữa, rồi hướng đến Saipan thuộc quần đảo Mariana, căn cứ chính cho các hoạt động tuần tra và hộ tống đến Okinawa, Guam cũng như đến quần đảo Marshall cho đến khi kết thúc xung đột với Nhật Bản. Vào ngày 16 tháng 8, nó rời Saipan hộ tống cho thiết giáp hạm New Jersey đi Manila, rồi tiếp tục đi đến vịnh Buckner thuộc Okinawa.

### Sau chiến tranh
Patterson rời vịnh Buckner vào ngày 8 tháng 9, ghé qua Saipan, Eniwetok và Trân Châu Cảng trên đường quay trở về San Diego, California, đến nơi vào ngày 26 tháng 9. Nó lại lên đường ngay ngày hôm sau để băng qua kênh đào Panama hướng sang vùng bờ Đông, đi đến Xưởng hải quân New York vào ngày 11 tháng 10, và được cho xuất biên chế tại đây vào ngày 8 tháng 11 năm 1945. Con tàu tiếp tục ở lại trong thành phần dự bị cho đến khi được cho rút khỏi danh sách Đăng bạ Hải quân vào ngày 25 tháng 2 năm 1947. Lườn tàu sau đó được bán cho hãng Northern Metals Co. ở Philadelphia, Pennsylvania vào ngày 18 tháng 8 năm 1947 để tháo dỡ.

## Phần thưởng
Patterson được tặng thưởng mười ba Ngôi sao Chiến trận do thành tích phục vụ trong Chiến tranh Thế giới thứ hai.